# Gilbert de Bourghelles
Gilbert de Bourghelles est un châtelain de Lille qui vers 1200 construit son manoir de Quiquempois près d’un parc de chasse dans les marais entre Flers et Annappes. Il a été obligé de s’installer dans les marais car l’espace était déjà fort peuplé dans les villages. En 1204, il remplace le comte Baudouin IX de Flandre en Flandre. En 1214, Gilbert de Bourghelles, seigneur de Quiquempois, signe la capitulation de la Flandre à Paris. Quiquempois sera détruit en 1297 par les troupes de Philippe le Bel.
Les seigneurs de Bourghelles-Quincampois étaient des barons du comté de Flandres. Leur manoir était une maison forte qui possédait habitation, chapelle et mur d'enceinte.
Un géant de Villeneuve-d'Ascq porte son nom.